# Karl von Oven
Karl von Oven (Charlottenburg, 29 novembre 1888 – Singen, 20 gennaio 1974) è stato un generale tedesco durante la seconda guerra mondiale.
Comandò diverse divisioni e fu decorato con la Croce di Cavaliere della Croce di Ferro per i meriti conseguiti in battaglia